# Sellakpolitúr

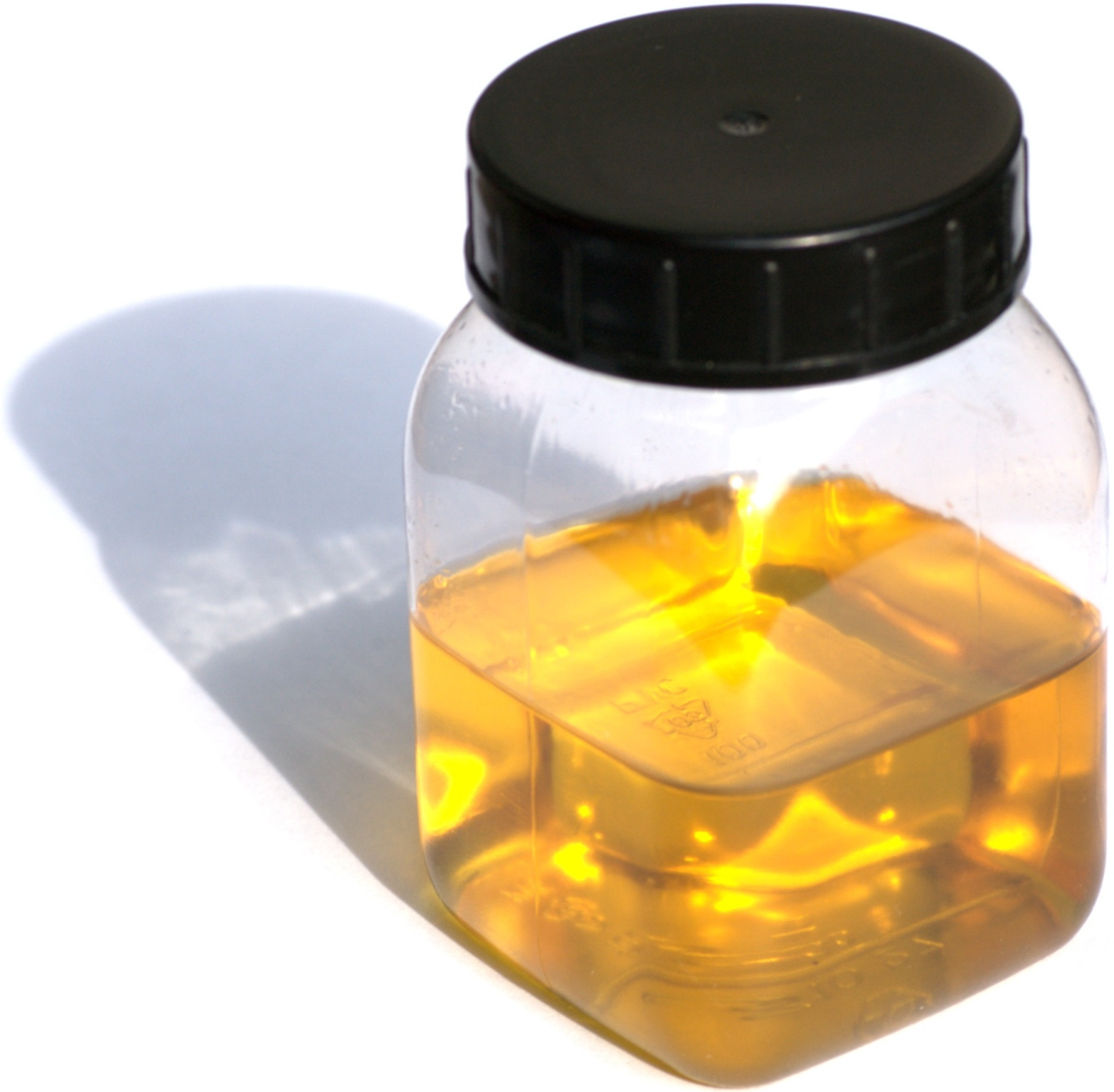
Sellakpolitúr (viaszmentesített)

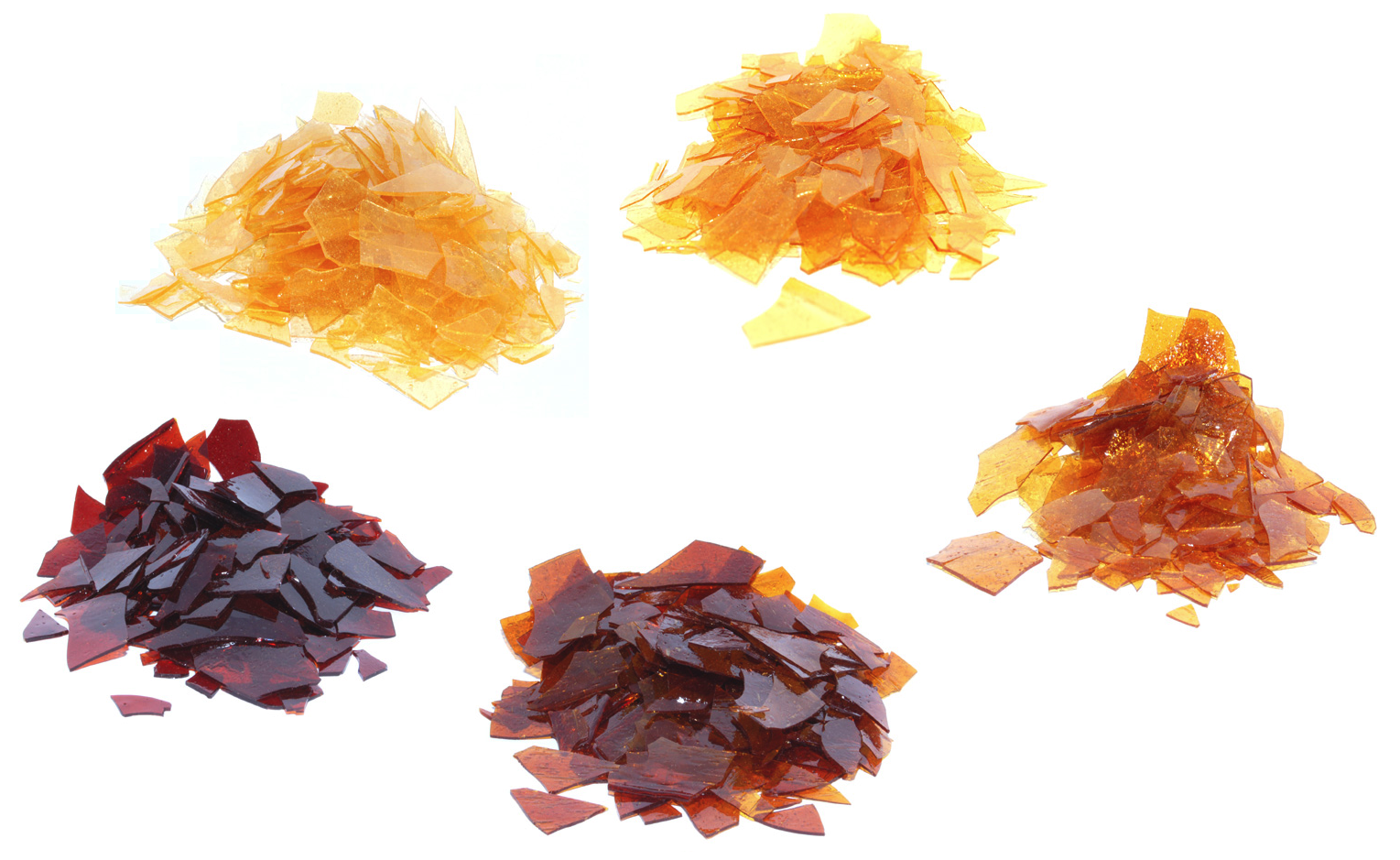
Sellak lapkák

A sellakpolitúr a sellak – egy állati eredetű gyanta – szeszes oldata, amelyet fafelületek felületkezelésére alkalmaznak. A sellakkal végzett fényezés a bútorkészítés egyik befejező munkaművelete, melyet néha a felületkezelés magasiskolájának is neveznek. A helyes magyarsággal fényezésnek nevezett összetett eljárás évszázadok alatt tökéletesedett. Jelenleg jobbára csak fatárgyak és fabútorok készülnek sellakkal fényezett felülettel.

## A felületkezelés célja
A fényezés célja kettős. Egyrészt szép, igényes felületet hoz létre, másrészt védi a fát a rendeltetésszerű használat okozta igénybevétel és egyéb külső hatások ellen. A légnedvesség ingadozásainak hatását mérsékli.  
A kézi fényezés jellemzője, hogy a filmképző anyagot számos igen vékony rétegben hordják fel.  viszik fel – ellentétben a lakkozással, amikor 2-3 réteg felhordásával elég vastag filmréteget érnek el. A politúr növényi és állati eredetű viaszok, gyanták alkoholos oldata. A híg politúr a fafelület pórusaiba behatol, majd az alkohol elpárolgása után megkeményedik. A politúrozás az 1800-as évek körül terjedt el széles körben Európában.
A politúrozás nem tévesztendő össze a polírozással, a fényezés pedig az autófényezéssel.

## Történeti áttekintés

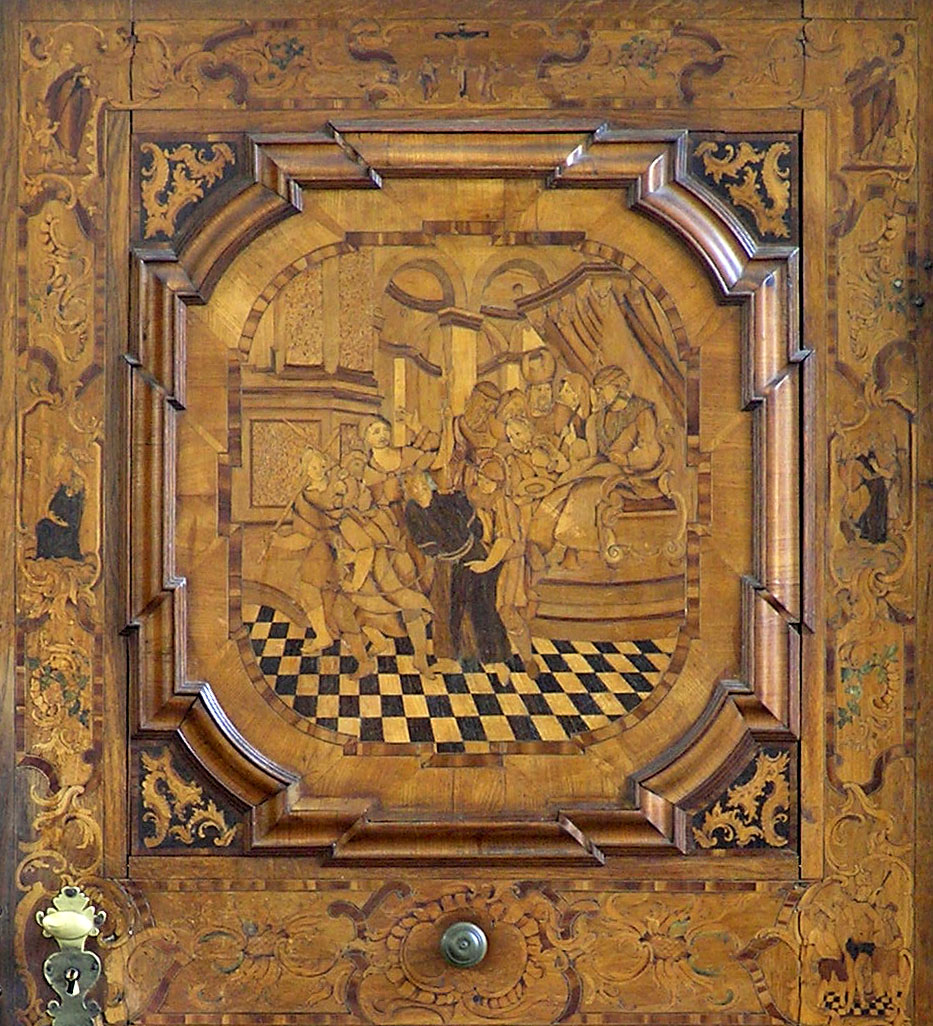
Politúrozott intarzia

Írott források már i.e. 1300 körül jegyzik a sellak műszaki, gyógyászati felhasználását.
A 16. századtól elején spanyol és portugál kereskedők Európába hozták a sellakot, azonban ipari felhasználása a lakkozásra nem terjedt ki ekkoriban. Ugyanis a korabeli szakemberek nem ismerték a sellakpolitúrozás technológiáját. Amikor japán lakktárgyak is eljutottak Európába, első pillantásra a sellak és a keleti lakk igencsak hasonlított egymásra, ezért a keleti lakkot is lakknak nevezték, és ez a mai napig így is maradt. Valójában a kelet-ázsiai lakkozott bútorok többsége keleti lakk (a lakkszömörcéből (Rhus verniciflua) és néhány más hasonló fából, például a burmai lakkfából (Gluta usitata) kinyert lakknedv) felhasználásával készült.
A 17. század elején már Itáliában – Rómában, Firenzében, Velencében – készítettek lakkbevonatokat sellakból. A japán lakkozást utánozva fejlesztettek ki technológiákat. A 17. századi hajósok és kereskedők, a kialakult új kereskedelmi kapcsolatok révén, már rendszeresen hozták Európába a sellakot. A sellakoldat gyorsan és szilárdra szárad, ezért különböző gyantákkal és viaszokkal lágyították, amíg egy lakkozásra alkalmas keveréket kaptak. Akárcsak a mai felületkezelő üzemek lakkelőkészítési módszereit, a sellakpolitúrok receptjeit és feldolgozását is szigorúan őrizték a politúrozó mesterek.
A 17. század végéig a sellakot elsősorban színezőanyagként használták, mivel a benne található lakfesték (C20H14O10, laksav) kiváló, színtartó festékanyag (lakkvörös), melyet manapság főleg a hagyományos kelmekészítés során használnak.
Mivel a sellakpolitúrral nem tudták elérni a japán lakkozás színvonalát, nem is terjedt el. Helyette a különféle terpenoid gyantákból készített olajos fénymázak terjedtek el, amelyek lassan száradtak és viszonylag jól bírták a különféle környezeti hatásokat. Az olajozott és viaszolt felületek a mai napig korszerűnek számítanak.
A 17. század végén a francia bútorasztalos mesterek újfajta felületkezelés alkalmazását dolgozták ki: ez a dörzslakkal történő labdás fényezés . A sellakot mintha pont erre találták volna ki. Ily módon ugyanis csak olyan anyagok dolgozhatók fel, amelyek gyorsan száradnak és a labdához nem ragadnak.
A 19. század elején, a francia mesterek által kidolgozott, labdázással (dörzsöléssel) történő sellakos fényezés egész Európában és az európai országok gyarmatain is elterjedt. Az 1800-as évek biedermeier bútorai jó alapot adtak a fa természetes szépségét kiemelő sellakbevonatoknak. Ezután már gyakorlatilag a mesterséges lakkok megjelenéséig, az 1920-as, '30-as évekig a sellak maradt a bútorok legelterjedtebb felületkezelő anyaga.
Kelet-Ázsiában továbbél a keleti lakkra épülő lakkművesség.

## A politúrozott felület tulajdonságai
A fa politúrozása olyan befejező munkálat, mellyel a fa természetes szépségét kiemelik, és egyúttal a tartósságát növelik. A több évszázados fejlesztés ellenére a politúr egy érzékeny, kényes, nemes felület, amely odafigyelést, gondoskodást igényel. A bútorfényezés minősége igen különféle lehet. Jelenleg a magasfényű politúrozás (amely tükörfényes felületet ad) divat az antik és stílbútorokon.
A kész, kikeményedett felület tulajdonságai függnek az alkalmazott technológiától és a felhasznált anyagoktól. A bútorajtóknál tükörfényes, míg az asztallapoknál kemény kopásálló felületre van szükség. Az ülőbútoroknál a zsíros emberi bőrrel való a rendszeres, folyamatos érintkezést kell bírnia. A faragásokon ugyanúgy kell csillognia, mint a labdával fényezett sík felületen. Az intarziás bútorokon a különböző felületi struktúrájú furnérok ellenére egységes felületi fénnyel kell rendelkeznie. A hangszereknél megfelelő rezonanciát kell adni a sellak és a fa kombinációjának.
Ezeket a tulajdonságokat úgy próbálják elérni, hogy a sellakhoz különböző adalékokat kevernek. Ezek jobbára egyéb növényi gyanták és mézgák, esetleg viaszok.

## A sellakpolitúrozás típusai

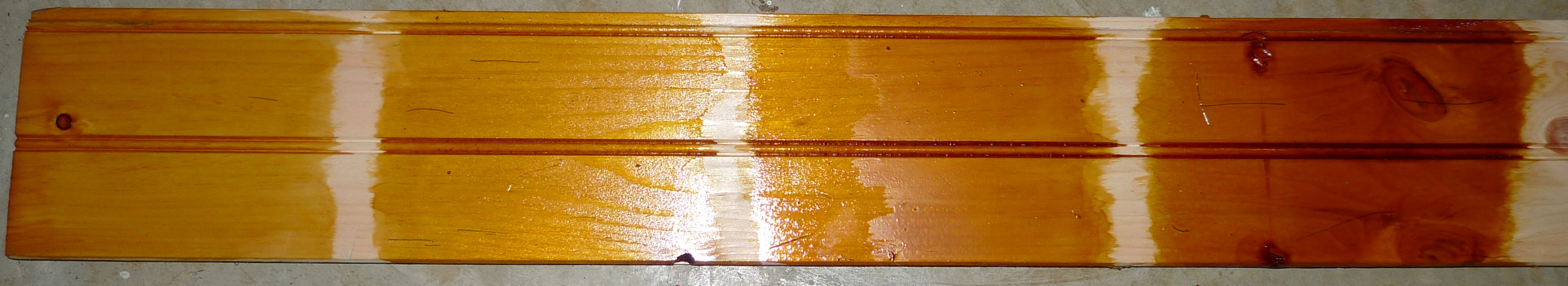
Sötét sellakpolitúrból készült rétegminta 1-4 réteggel.

A politúrozásnak különböző fajtái alakultak ki. A régi szakemberek, bútortervezők látták a Japánból és Kínából a kereskedők által behozott, lakkozott bútorokat. Ettől fogva nagy igény jelentkezett a magasfényű lakkozott bútorokra. Tévedésből azt hitték, hogy sellakgyantából készül a lakkozás, ezért Indiából elkezdték szállítani a sellakot. Később kidolgoztak különböző technológiákat a tökéletes felületkezelésre. Mivel a sellakpolitúrozás technológiája nem kőtáblába vésett eljárás, a fényezők a mai napig különböző munkafolyamatokat használnak. A főbb típusokon belül minden szakember a saját tapasztalatai és az adott anyagok figyelembevételével alkalmaz egyedi technológiákat.
- Magasfényű sellakpolitúrozás.[3] Rongylabdával magasfényű filmréteget állítanak elő.

1. A felület nyitott pórusait teljesen betömítik (pl. habkőporral és politúrral).
2. Hígított sellakpolitúrt visznek fel a felületre nagyon vékony rétegben (általában, rongylabda segítségével).
3. A rongylabda tapadását a felületre csöpögtetett olajjal szüntetik meg, ezáltal a felvitt filmréteg sima és fényes lesz.
4. A politúrrétegek között legalább egy nap száradási időt hagynak és általában megcsiszolják a megszáradt sellakot, ezáltal még simább lesz (pl. finom habkőpor és olaj keverékével).
5. Addig ismétlik az előző műveleteket, amíg megfelelő vastag réteget érnek el.
6. A tökéletesebb bevonat eléréséhez sellakon kívül néha más gyantákat is kevernek a lakoldatba (pl. benzoe, manilakopál).
7. A műveletsor befejezéseként eltávolítják a sellakrétegek között rekedt olajat (például fényezővízzel).

- Dörzsölt felület. A fa felső rétegébe bedörzsölik a politúrt, ezáltal nyitott pórusú félfényű felület keletkezik. A felületekre vékony politúr réteget visznek fel, amely az alkohol elpárolgása után selyemfényű réteget képez a felületeken.

1. Dörzsölést, az előkészített felületekre fényezőlabdával és kb. 10-12%-os politúrral végzik. A politúr töménysége a politúrozandó fa fajtájától függ, nagy pórusú fáknál töményebb, míg kisebb pórusú fák esetén hígabb oldatot használnak.
2. A fényezőlabda lenvászon fedőrétegébe puha gyapjúrongyból készítenek belső részt. A dörzsölést a fa rostirányával párhuzamosan végzik. A felület fénytelen, egyenletes, a pórusok nyitottak. A felületi réteget tömítés és olajadagolás nélkül alakítják ki.

- Hangszer-politúrozás, [4] hegedűlakkozás. A lakkozást finom ecsettel vagy labdával végzik.
- Amerikai politúrozás. Vékonyabb réteget visznek fel, mint a hagyományos politúrozáskor. Ecsettel és esetenként rongylabdával hordják fel a politúrt.
- Szeszlakkozás. Régies nevén spirituszlakk, alkoholban oldott sellak és különböző gyanták ecsettel felvitt rétegei.
- Gépi sellakpolitúrozás. Sík felületen alkalmazzák.
- Szórással felhordott sellak. Airless, HVLP és sűrített levegős szórással is felhordható. [* 3]

## A magasfényű sellakpolitúrozás lépései[5]

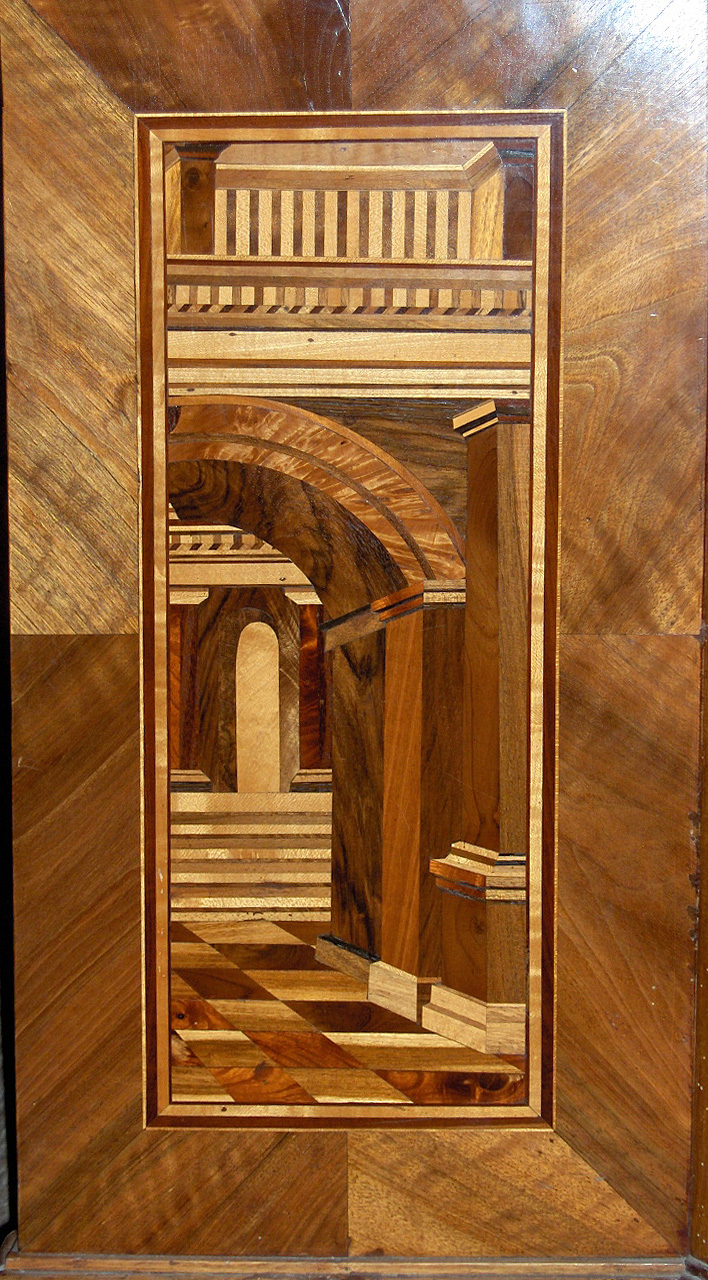
Politúrozott intarzia (selyemfényű)

Csiszolás. A csiszolás komoly mértékben befolyásolja a felületkezelés minőségét. A csiszolást több lépésben végzik, egyre finomabb papírt alkalmazva. Az utolsó műveletsor P150-180-as szemcsefinomságú csiszolópapírral történik. Ezután a melegvizes szálfelhúzás következik, majd száradás után finom P180-240-es papírral a felhúzott rostokat lecsiszolják.
Pácolás. Megfelelő, esztétikus színű felület előállítása céljából végzik, alkalmanként.
A szeszes politúrozás alá általában vízpácot alkalmaznak. Az alkatrészek felületére szivaccsal, vagy rövid szőrű kefével, hordják fel a pácot. A fel nem szívódott felesleges pácot a felületről puha kefével vagy szivaccsal távolítják el.
Tüzesítés, ami nem több, mint a fafelület alkalmas olajjal történő beeresztése, élénkíti a faanyag színeit, kiemeli rajzolatát.
Tüzesítésre alkalmasak a különféle növényi olajok, például len, dió, mák, és egyes ásványolajok, például a petróleum.
Fényezendő felület beeresztése. Egyes esetekben fényezés előtt a fafelületet sellakoldattal beeresztik. Száradás után finom csiszolópapírral átcsiszolják a felületet. Egy, a fa felületébe beszívódó réteget hoznak létre, amire a sellakfilm rétegeit felépítik.
Alapozás A fák pórusainak kitöltése habkőporral, üvegsimaságú felület elérése. Az előkészített munkadarabot (kb. 2 m² felület) a munkapadra felfogják és a port puha ruhával letörlik. Tisztítás után a szálakat 7%-os politúrral lekötik (rongylabdával). Ezután a labdába szeszt öntenek és a felületre kevés habkövet szórnak, majd mindig egy irányban, kis köröket leírva kezdik meg a pórusok tömítését. A teljes tömítés után 3%-os politúrt használnak.
Most már nagyobb karikák leírásával, 1-2 labda politúrt dolgoznak el. Az alapozásnál a labdát erőteljesen rányomják a felületre, így végzik a tömítést. A műveletet addig végzik, míg a pórusok telítettek és zártak, a felület pedig szép, teljesen sima lesz. Egyes nagy pórusú fák esetén, szükség szerint másnap vagy harmadnap megismételhetik az előző műveletsort. A lealapozott munkadarabot pormentes, száraz helyen, a következő műveletekig 4 napon át szárítják, pihentetik.
Első ráfényezés. A politúrréteg növelése, tükörsima felület elérése. Politúrral köröket leírva folytatják a fényezést. Az időközben beszáradt pórusokat ismét tömítik. A teljes tömítés után, 7%-os politúrral állandóan köröket leírva, folytatják a politúrozást. Ezek után 3 napon keresztül szárítják.
Második ráfényezés. Politúrral köröket leírva folytatják a fényezést, amikor a labda a felülethez ragadni kezd, olajat is használnak, innentől már a fedőpolírozás műveletéhez sorolják. Portalanítás után a felületre olajat és habkövet szórnak, közben filces-fával alaposan átcsiszolják. A művelet után a maradék olajat és habkövet puha ronggyal teljesen leszedik a felületről. A fényezés megkezdésekor kevés habkőport hintenek a felületre, olajat csak annyit használnak, amennyit a művelet feltétlenül megkíván. Ennél a műveletnél 5%-os politúrral, a labda erőteljes rányomásával végzik a fényezést. A szükséges sellakréteg lerakódása után a munkadarabot a következő műveletig 2 napon keresztül száradni hagyják.
Harmadik ráfényezés, készre fényezés. A felületre néhány csepp olajat szórnak. A fényezőlabdába kevés szeszt öntenek, és puha, mosott ronggyal bevonják. Ha szükséges, egy kevés habkőpor már nem mint tömítő, hanem mint csiszolóanyag vesz részt a műveletben. A felületen előbb könnyedén nagyobb köröket, nyolcasokat leírva végzik a műveletet, később, ahogy a szesz fogy a labdából, fokozatosan növelik a nyomást. 2%-os politúroldattal folytatják a fényezést. Száradási idő a következő műveletig újabb 2 nap.
Felfényezés. A művelet lényege az olaj eltávolítása a politúrrétegekből. Híg politúros (vagy tiszta szeszes) labdával és olajjal a mélyebb rétegekben levő olajat a felszínre hozzák. Majd enyhén szeszes labdával eltávolítják, miközben a lenvásznat többször cserélik. Először könnyedén, majd mind erősebben rányomják a rongylabdát a felületre addig, amíg teljesen tiszta, olajmentes fényt nem kapnak. A politúrozást 2%-os oldattal folytatják, majd a végén, ismét csak alkohollal fényeznek, hogy az olajat tökéletesen felszínre hozzák. Egyórányi pihenő után, felfényező folyadékkal, megtisztítják a felületet.

## Alapanyagok, segédanyagok

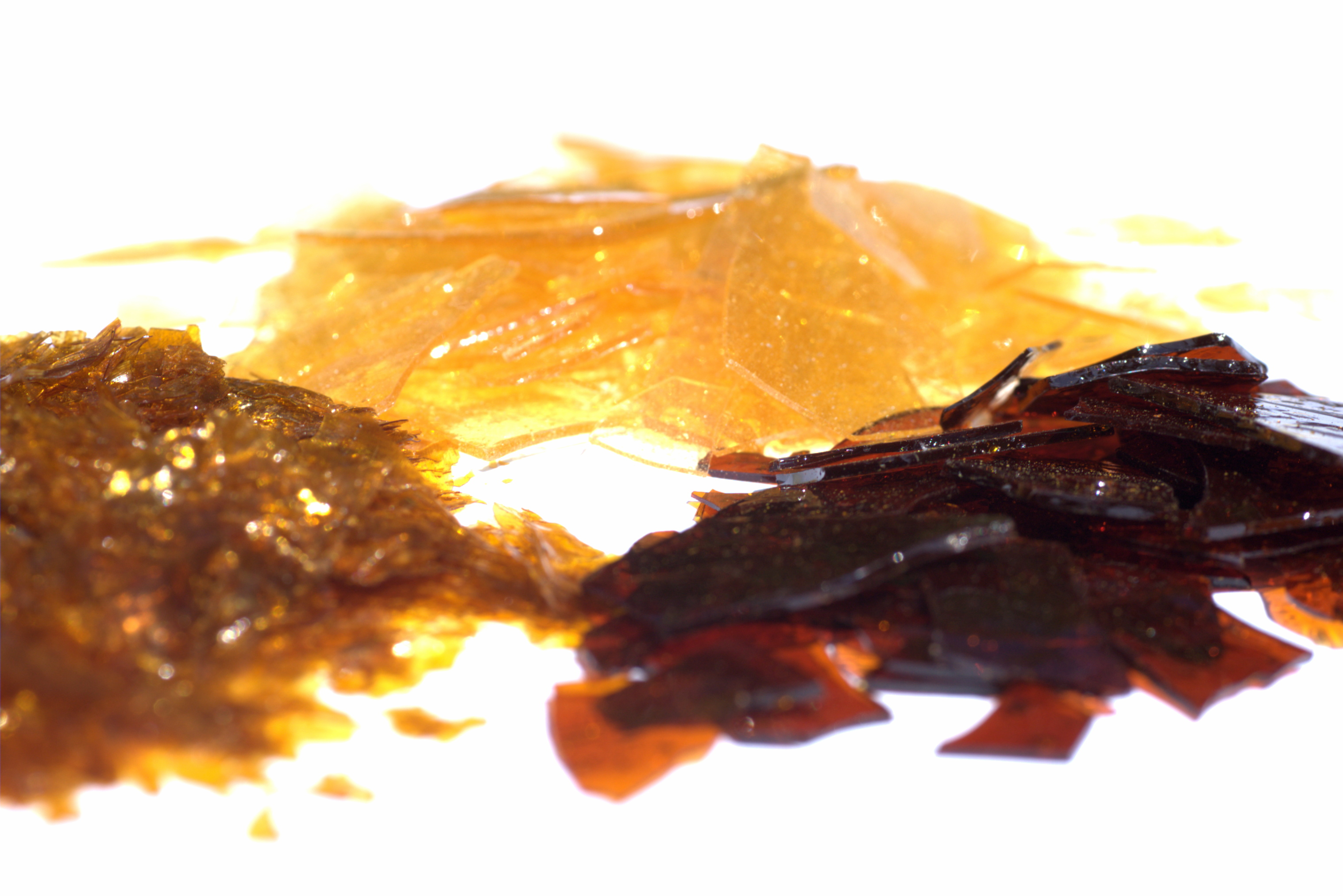
Sellak lapkák

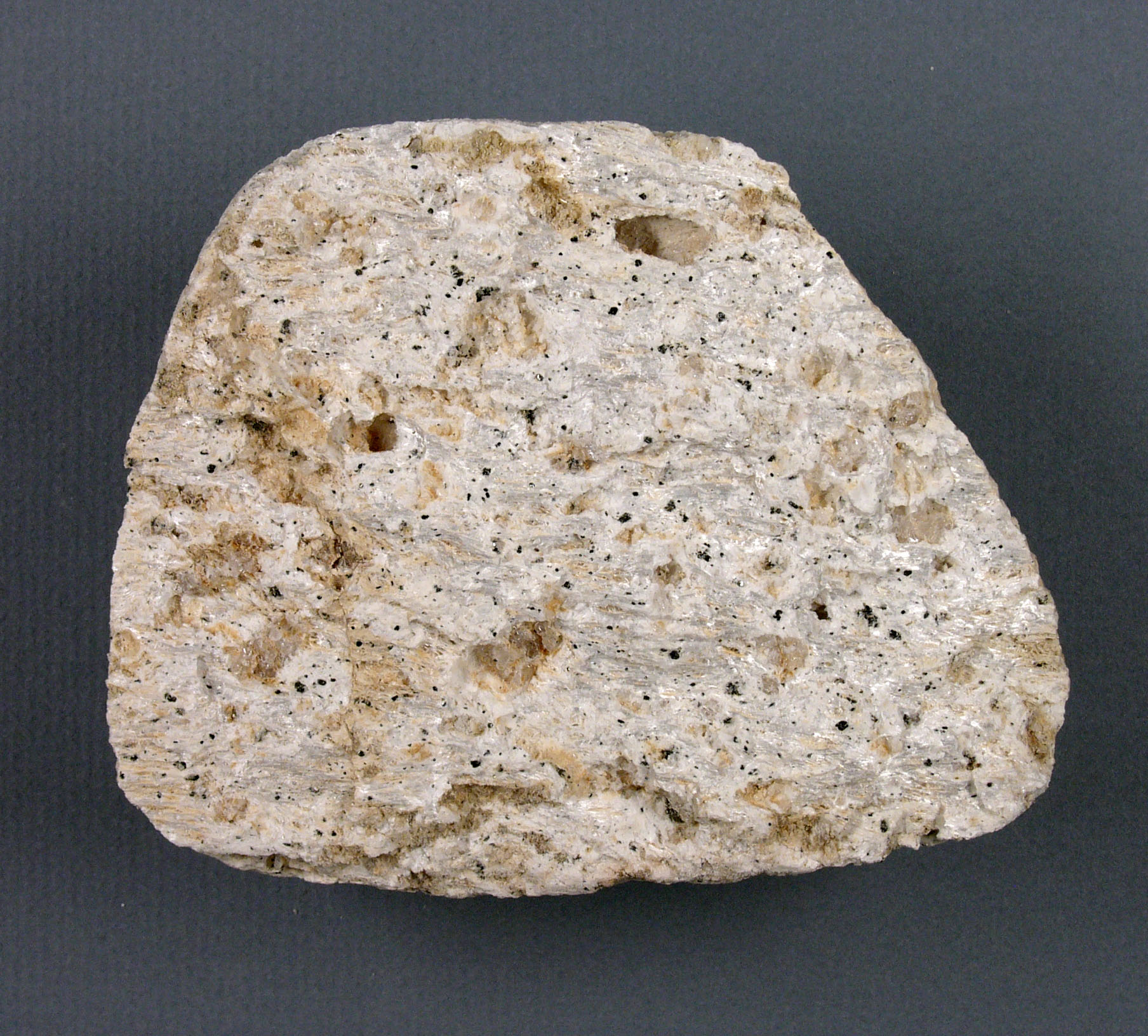
Habkő

Felület előkészítéséhez: Csiszolópapír vagy csiszolóvászon(P120, P180, P240, P320, P400 szóratszámú). Csiszolónemez, 000-s acélgyapot. Parafatalpú csiszolófa, nemeztalpú csiszolófa. Tisztavíz. A cél a szálak felhúzása, nem a fa megdagasztása.
Tüzesítéshez: Hígfolyós növény vagy ásványolajok, például dióolaj, lenolaj, olívaolaj, paraffinolaj.
Pórustömítéshez: Tripoliföld (kovaföldből készített finom por), horzsakőpor (habkőpor), finomra őrölt téglapor, gipsz.
Politúroldathoz: Sellak, szilárd levelek, vagy bekevert oldat. Az oldat színe a választott sellak fajtájától függ, az oldat színe szeszben oldható színezékekkel is tovább módosítható. Politúr 10%-os alapoldat: 1 kg sellak 10 liter 95%-os szeszben feloldva.
Polírozó olaj: Paraffinolaj vagy különféle növényi olajok, például lenolaj, repce- vagy olívaolaj.
Felfényezéshez: Puha flanelrongy. Éter (etiloxid). Kiváló oldószer számos gyantához. Éter és bécsi mész az überlol (felfényező folyadék) alapanyaga.
Oldószerek: Denaturált szesz, etanol (C2H5OH), (etil-alkohol). Alkonek néven 98%-os ipari etil-alkohol kerül kereskedelmi forgalomba. Számos természetes gyantát old, az illóolajokat jól hígítja.
Fényezőlabda: Természetes szövet, például lenvászon vagy gyapjúvászon, Ipari vatta, nyersgyapjú.
Az első sellakkal végzett művelet előtt fényezőlabdát készítenek,
12 x 12 cm-es ritkaszövésű lenvászonba egy marék vattát helyeznek. A rongy sarkait felhajtva a labdát alkoholba mártják, és a marokszorítás hatására úgynevezett egérformájúra alakul. Ez a labda belső része. Erre a labdára mindig a műveletnek megfelelő fedővásznat helyezik rá, 20 x 20 cm anyagból.
Az új, még be nem dolgozott fényezőlabdát először oldószerrel benedvesítik, és utána merítik a politúrba. Ehhez egy lapos tálba oldószert öntenek, egy másik tálba a politúrból töltenek és a politúr-labdát ezekbe egymás után mártogatják, addig, míg megfelelően át nem nedvesedett.
E labdával a felületet szárazra polírozzák, azaz „kipolírozzák”, adott esetben azonnal következhet a második felhordás. Egy alkalommal nem visznek fel túl sok politúrt, mert különben a labda enyhén ragadós marad. A politúr–oldószer keverési arány beállításához is kell némi tapasztalat és gyakorlati jártasság.
Mindig a politúrlabda belső részét mártják a politúrba, és erre helyezik a fényezőrongyot (fedővászon), amelyet a labdán mindig kicsit arrább tesznek, hogy ne kopjon el hamar. Az elkopott fedőrongyot cserélik, mielőtt az elkopott vászonszálak a felületet beszennyeznék. Alapozáshoz durva lenvásznat, első ráfényezéshez finom lenvásznat, a további műveletekhez gyapjúvásznat használnak. A gyapjúvatta sokkal több politúrt képes felvenni, mint az ipari vatta, ezért csak a megfelelő gyakorlat elérése után használják a szakemberek. A műveletek közötti szünetekben a politúrlabdákat légmentesen zárható edényekben, üvegekben tárolják.

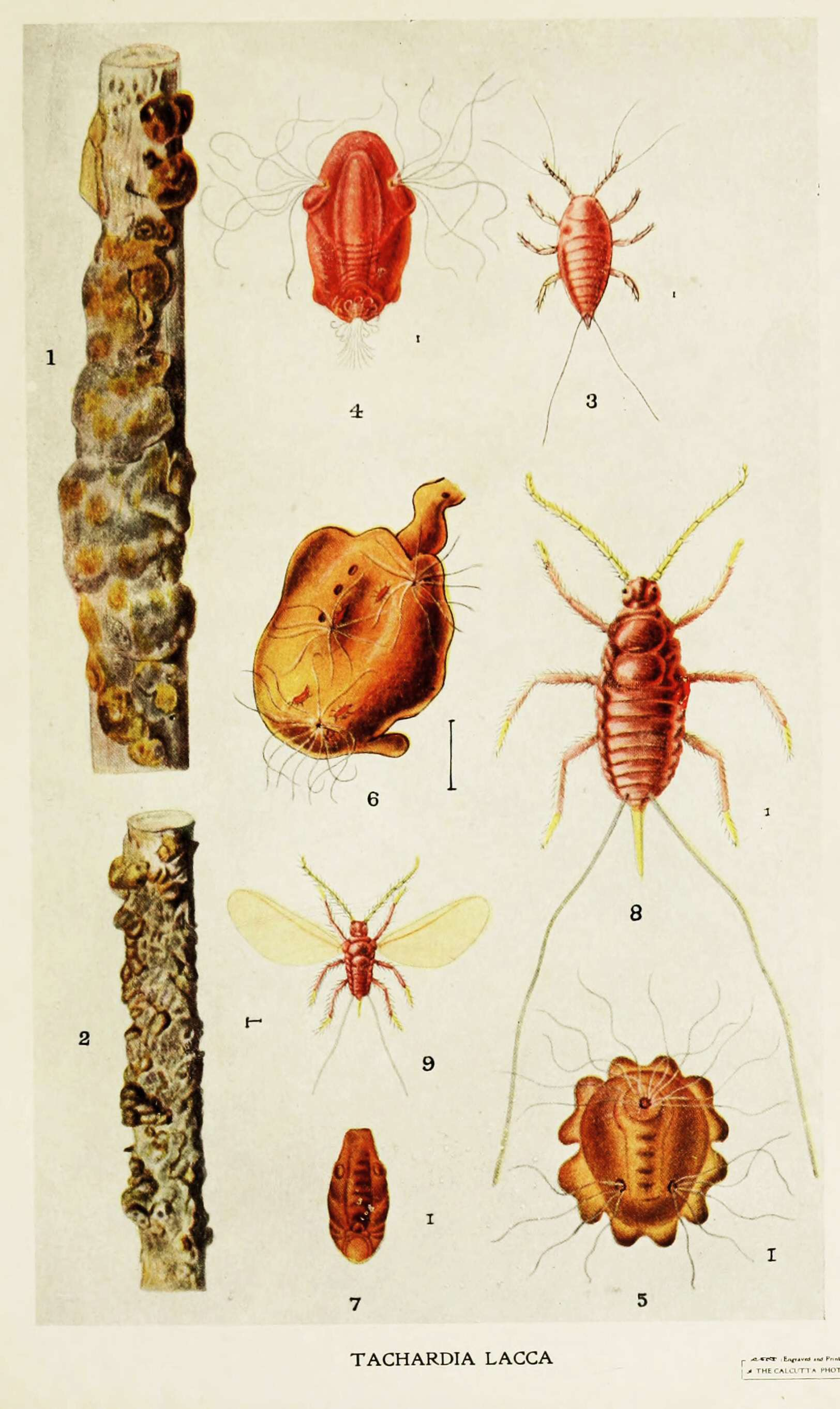
A lakktetű, Kerria lacca

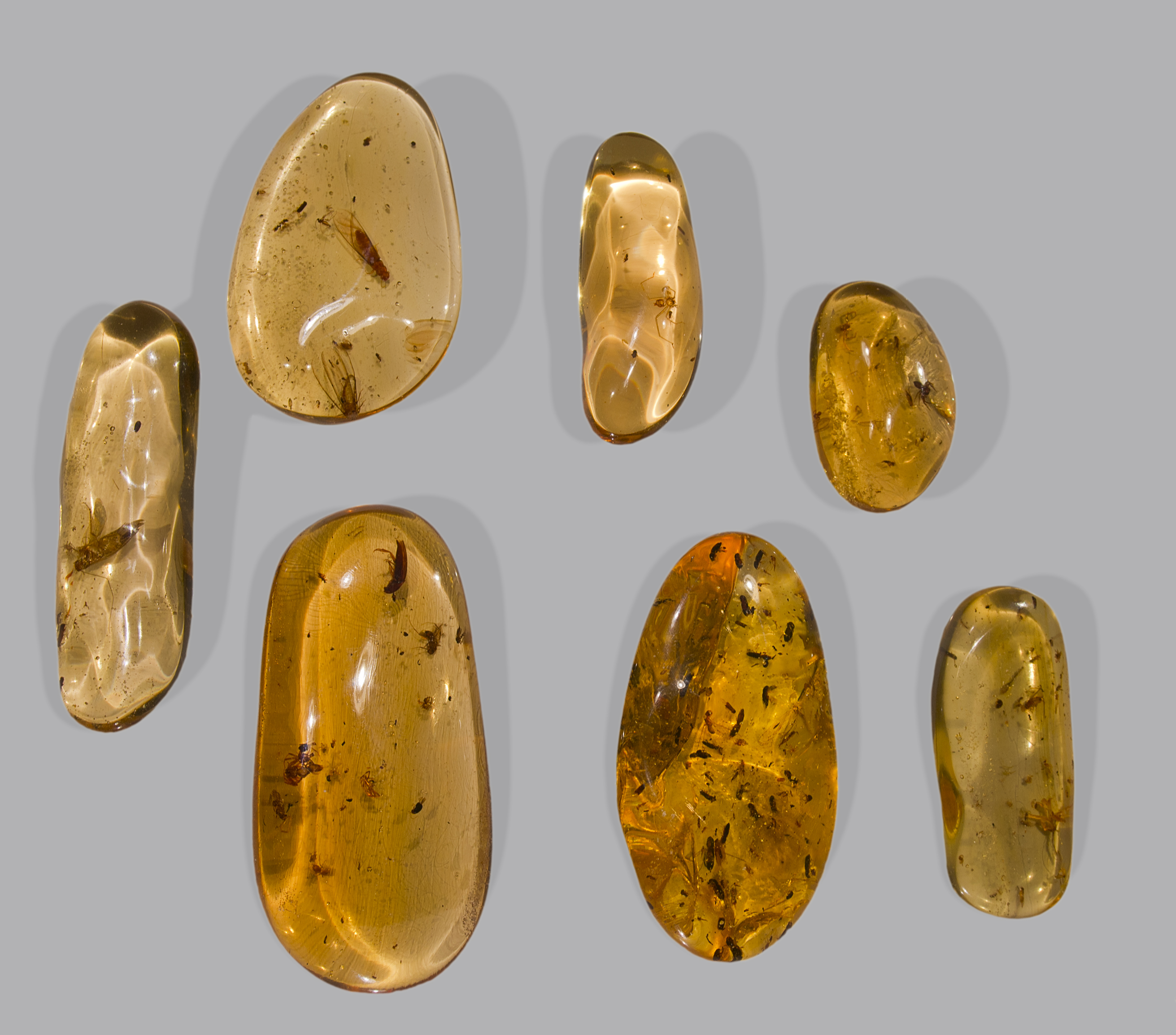
Madagaszkári megkövesedett kopál-gyanta

### Gyanták, viaszok, olajok
- Sellak – (E904) Állati eredetű gyanta, természetes polimer, a Kerria lacca nevű rovar váladéka. Korábban Laccifer lacca, néven ismert rovar. A Kerriidae[8] (lakktetű) családba tartozó rovarfaj, amelyik a Coccoidea (pajzstetvek) szupercsaládjába tartozik. A nőstény rovarok különféle gyümölcsfák ágaira rakják petéiket, amelyek a megszilárdult gyanta védelmében fejlődnek ki. Amikor kifejlődtek, kirágják magukat. A levelekről, és ágakról összegyűjtött gyantát, tisztítás után forgalmazzák. Különböző színű anyagok kerülnek forgalomba. A sellak gyantákat, viaszokat és színezőanyagokat tartalmaz. A sellak az egészségre nem káros, ehető, emészthető, de az arra érzékenyeknél allergiát okozhat. A sellak az E-904-es élelmiszer-adalék, főleg édességek és gyógyszertabletták bevonására használják. A sellak oldata ülepítés után két részre különül el, alulra kiül a szeszben oldhatatlan sellakviasz. A viasztartalmú sellakoldat filmje nem tükörfényű, viasztartalma miatt csak gyöngyházfényű. A fényezés során alapozáshoz és az első ráfényezés műveleteihez használják, mert rugalmasabb a viaszmentes sellaknál, ezért jobban követi a fa mozgását. A viaszmentes sellak egyéb gyantákkal keverhető. Tükörfényes felületet ad. A teljesen viaszmentes sellak gyanta tükörfényes, viszont rideg anyag. A teljesen, csak vele kialakított politúr egy idő után megrepedezik.
- Kopál – Különböző trópusi fákból származó gyantákat sorolnak e gyűjtőnév alá. Egyes fajtáit a fákról gyűjtik, míg másokat, amelyek elhalt növények maradványaiból származnak, bányásszák. Vegyi összetétele hasonló a fenyőgyantáéhoz.
- Szandarak – Növényi eredetű gyanta, alkoholban oldva a politúrhoz keverik, hogy az keményebb legyen. Rideg, törékeny anyag.
- Benzoe – (E906) A politúroldathoz keverve lágyítja és rugalmasabbá teszi a megszáradt, kész politúrozott réteget. A kézi fényezés utolsó fázisánál erősen hígított benzoe oldatot és kevés olajat használva, a sellakrétegből felszínre hozzák a mélyben maradt paraffinolajat (Benzoe-Abziehpolitur). A benzoe hozzáadása simulékonnyá teszi a politúrt, és annak szép csillogást ad. Politúr készítésekor a sellakhoz csak kis mennyiségben szabad adni, mert ez a lágy anyag a lakkot lassan száradóvá tenné, viszont több ragyogást nyújtana.
- Elemi – Elemigyanta, olajfagyanta. A Fülöp-szigeteken honos fa, a Canarium luzonicum gyantája. Oldódik szeszben, részlegesen vízben. A sellak bevonatokat lágyítja, a bevonat rugalmasságát fokozza. Kimagasló értékű hegedűlakknak tartják. Főleg szeszlakkok készítéséhez használják, mivel telt fényt ad a lakknak. Részaránya nem lépheti túl a teljes mennyiség 5-6%-át, különben túl lágy lesz a lakk.
- Méhviasz - (E901) Állati eredetű, a mézelő méhek által termelt viasz.
- Karnaubaviasz – (E903) A karnaubaviasz az egyik legkeményebb természetes viasz, keménysége megközelíti a legkeményebb mesterséges viaszokét is.
- Paraffinolaj – Színtelen, szagtalan nem száradó olaj, beeresztéshez, síkosításhoz használható.
- Tungolaj – Kínai faolaj. Az olajat a tungfa (Aleurites fordii vagy Vernicia fordii) diószerű terméseiből sajtolják. A legtartósabb bevonatot adó természetes olaj, számos olajfesték és fénymáz alapanyaga.
- Lenolaj – Szárítóadalék hozzáadásával a javított, finomított minőségű anyag a lenolajkence vagy firnisz.
- Narancsolaj – Narancsterpén. A citrusfélékből kinyert, természetes oldószer, a terpentinnel egyező módon használható. A száradó olajok hígítására, egyes gyanták oldószereként használható.

## A sellakpolitúrozott felület ápolása

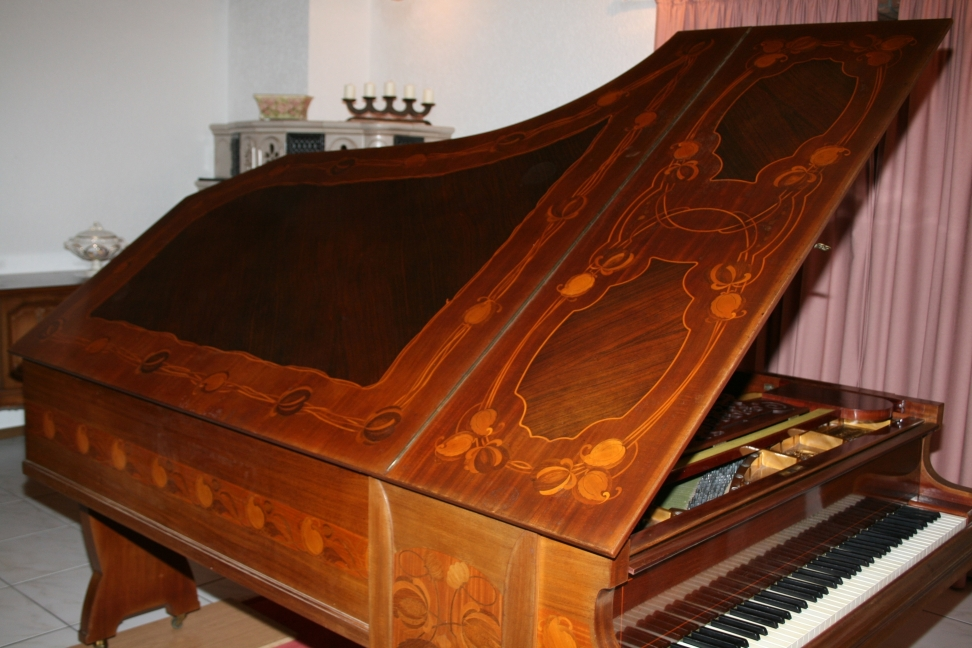
Politúrozott intarzia

- A sellakpolitúrozott bútort nem szabad kitenni közvetlen napsugárzásnak.
- A helyiség relatív páratartalmának 30-60% között kell lennie.
- A hőmérséklet elfogadható értéke a 15-25 °C közötti tartomány.
- Fűtőtest, kályha közvetlen közelébe nem helyezhető.
- A sellakpolitúrozott bútor tisztítása poroló ecsettel és puha ronggyal történhet.
- A bútor tisztítására csak alkohol- és oldószermentes bútorápoló használható.
- A bútor karbantartásánál kerülni kell a viasz, és szilikon tartalmú szereket, mert a felületbe szívódva, a későbbi javításokat gátolják.
- Vizes ronggyal tisztítani nem szabad.
- Kerülni kell a vizes poharak használatát az asztallapon.
- Óvni kell a bútort a hirtelen hőingadozásoktól. Azaz nem szabad a helységet hirtelen felfűteni, vagy kihűlni hagyni. Változó páratartalmú és ingadozó hőmérsékletű helyiség kedvezőtlen hatással lehet a bútor faanyagára, felületkezelésére.
- A fa mindig él, tehát mozog. Főként légnedvesség, és hőmérséklet változás hatására, ezért figyeljünk a bútorra, és környezetére.

## Sellakpolitúr-receptek
Az idők során a felületkezelő szakemberek különböző felületi igények szerinti oldatokat dolgoztak ki a sellakkal történő politúrozáshoz, szeszlakkozáshoz.
- 10%-os alapoldat. 1000 gramm alkohol (96%-os) +100 gramm sellaklapocska.
- Petersburger lakk[* 4]. 1000 gramm alkohol + 180 gramm sellak, (viaszmentes) + 330 gramm manilakopál + 5 gramm len- vagy dióolaj.
- Szandarak lakk 1000 gramm alkohol + 80 gramm terpentin + 250 gramm szandarak + 60 gramm masztik.
- Hegedűlakk [* 5] [9] 1000 gramm alkohol + 100 gramm gamma lacca + 80 gramm sandarak + 80 gramm gamma benzoe + 80 gramm manila kopál + 80 gramm sellak, pár csepp levendulaolaj (a jobb kenhetőség érdekében)[* 6]
- Politúroldatok:

1. 1000 g alkohol 20 g masztix, 25 g kolofónium, 100 g sellaklapocska.
2. 1000 g alkohol, 90 g manilakopál, 120 g sellaklapocska.
3. 1000 g alkohol, 15 g szandarak, 15 g masztix, 150 g sellaklapocska.
4. 1000 g alkohol, 140 g szandarak, 50 g manilakopál, 10 g gumigutti.

## Tévhitek
A sellak a lakktetű ürülékéből készül. A Laccifer lacca nevű, fákon tenyésző növényélősködő rovar. A lakktetű megszúrja a fa kérgét, felszívja nedvet és ezt tárolja a szervezetében. Az őszi peterakás után a nőstény tetvek kiürítik a szervezetükben felhalmozódott nedveket, melyek bevonva a lárvákat részükre szilárd, kemény védelmet biztosítanak. Tehát ez nem ürülék, hanem egy testnedv-védőbevonat.
A sellak a víz érintésére kifehéredik. A friss sellak rendkívül vízálló. Probléma akkor van, amikor vizes felületű poharat politúrozott felületre helyeznek, ekkor a sellakrétegen keresztül a víz a fáig behatol, megdagasztja a fát, amely elválik a lakkrétegtől. A száradás után kör alakú, a faalaptól elvált lakkréteg marad, amely az alatta levő levegő miatt szürke színű.
A sellakpolitúr egy régimódi, elavult felületkezelés. Mára kiderült, hogy a természetes anyagoknál sokszor egyszerűen nincs jobb megoldás, szintetikus anyagokkal csak pótolhatók, helyettesíthetők, de nem hozzák ugyanazt a minőséget. Az igazán értékes, minőségi termékek, az élet emberközeli területein természetes, eredeti alapanyagokból készülnek.
Ha a bútort fényezni akarjuk, akkor fényező szakemberhez kell vinni, az autófényezés vagy a bútorfényezés egyforma, ugyanaz a műveletsor. A kétfajta fényezés teljesen különbözik egymástól, úgy technológiában, mint anyagfelhasználásban. Azonosak abban, hogy kategóriájukban a legjobb minőséget képviselik.
 A régi bútorokat mindig politúrozták. A régi bútorokat viaszolták, olajozták, lakkozták és politúrozták is, de nem mindig. A restaurált műtárgyakon a restaurátor-szakember mindig az eredeti felületkezelést állítja vissza.
Évezredek óta alkalmazott, Japánból, Kínából, átvett technológia. A japán lakkozást más technológiával és más anyagokkal, urusi-val végzik, az tartósabb felületet ad.

## Politúr a kultúrában

### Humor
A rendőr üldözi a tolvajt, aki berohan egy kapualjba és magára zárja a kaput. A rendőr mérgesen rugdalni kezdi a kaput, mikor kijön a házmester.
– Biztos úr! Ne rugdossa a kaput, mert lejön a politúr!
– Nem baj! Jöjjön csak le az a Polit úr, majd őt is megrugdosom.

### Zene
„Szól a rádió, szól a rádió...
S a gyermekek a dobozban a bácsit keresték, s a nagymamák a politúrját szépre vikszelték.”